# 보은 법주사 대웅보전
보은 법주사 대웅보전(報恩 法住寺 大雄寶殿)은 충청북도 보은군 속리산면, 법주사에 있는 조선시대의 불전이다. 1987년 3월 9일 대한민국의 보물 제915호로 지정되었다.

## 개요
속리산 기슭에 있는 법주사는 신라 진흥왕 14년(553)에 처음 지었고, 혜공왕 12년(776)에 다시 지었다. 임진왜란으로 모두 불탄 것을 인조 2년(1624)에 벽암이 다시 지었으며 그 뒤 여러 차례 수리를 거쳐 오늘에 이르고 있다.
대웅전은 앞면 7칸·옆면 4칸 규모의 2층 건물로, 지붕은 옆에서 볼 때 여덟 팔(八)자 모양을 한 팔작지붕이다. 지붕 처마를 받치기 위해 장식하여 만든 공포는 기둥 위와 기둥 사이에도 있는 다포 양식이다. 내부에 모신 삼존불은 벽암이 다시 지을 때 조성한 것으로 가운데에 법신(法身)인 비로자나불, 왼쪽에 보신(報身)인 노사나불, 오른쪽에 화신(化身)인 석가모니불이 있다.
이 건물은 무량사 극락전, 화엄사 각황전과 함께 우리나라 3대불전(佛典) 중 하나이다.

## 현지 안내문
얇은 기단 위에 서 있는 중층인 이 건물은 신라 진흥왕 14년(653년) 의신조사가 창건하고, 인조 2년(1624년)에 벽암대사가 중창한 것으로 총 120칸, 건평 170평, 높이 약 20m에 이르는 대규모 건축물이다.
내부에는 앉은 키가 3.5m, 허리둘레 3.9m에 이르는 국내 소조불 좌상으로 가장 크다고 알려진 3신불이 안치되어 있다. 중앙에 봉안한 불상은 진실로 영원한 것을 밝힌다는 진여의 몸인 법신 비로자나불상이고, 좌측에 안치한 불상은 과거의 오랜 수행에 의한 과보로 나타날 보신 노사나불(아미타불)상이며, 우측은 중생을 제도하기 위하여 여러 가지 화신으로 나투신 석가모니불상이다.
대웅보전에 모셔진 부처님은 실내 안존불로서는 대한민국에서 제일 큰 불상이다. 세 분 부처님을 좀더 쉽게 설명하면, 우리 사람에게는 정신 즉 마음이 있고, 공부를 하면 지식이 있게 되는 즉 덕이 있고, 사람마다 제각기 육체를 가지고 있다. 사람이면 누구나 다 이 셋을 포용하고 있다. 법당의 가운데 부처님은 마음을, 왼쪽 부처님은 덕을, 그리고 오른쪽 부처님은 육신을 뜻한 것이다. 이렇듯 부처님은 원래 한 분이지만 우리중생들이 쉽게 이해하기 위해서 세 몸으로 모셔 놓은 것이다.

## 같이 보기
- 법주사

## 참고 자료
- 보은 법주사 대웅보전 - 국가유산청 국가유산포털